# Windows Update

Logo van Windows Update

Windows Update is een online dienst van Microsoft waarmee gebruikers van Windows updates voor hun versie van Windows binnen kunnen halen. Het is mogelijk met een online-versie en met de geïnstalleerde versie op een computer met Windows 98, Windows Me, Windows 2000, Windows Server 2003, Windows XP, Windows Vista, Windows Server 2008, Windows 7,  Windows Server 2008 R2, Windows 8 ,Windows 8.1 en Windows 10. De updates kunnen bestaan uit extra functies of verbeteringen voor Windows, maar meestal dienen ze voor het dichten van (pas ontdekte) beveiligingslekken in de software. De updates zijn zowel voor Windows zelf als voor andere, geïnstalleerde Microsoft-software zoals Microsoft Office en Internet Explorer. Volgende componenten kunnen updates ontvangen via Windows Update:
- Microsoft Office
- Internet Explorer
- Windows Live-toepassingen
- Microsoft Genuine Advantage
- Microsoft Security Essentials
- Microsoft Silverlight
- Windows Defender
- Skype
- Hardwarecomponenten en stuurprogramma's (zowel van Microsoft als van andere fabrikanten)

Sinds Windows XP (Service Pack 2) is het mogelijk om de zoveel tijd automatisch op updates te controleren (standaard is dit dagelijks) en ze vervolgens op de achtergrond te installeren.

## Patch Tuesday
Beveiligingsupdates worden uitgebracht door Microsoft op de tweede dinsdag van elke maand (Patchdinsdag), maar er kunnen ook nog bijkomende beveiligingsupdates worden uitgebracht op een ander moment. Deze updates worden dan meestal bestempeld als "kritiek".